# Romeo i Julia (opera)
Romeo i Julia (fr. Romeo et Juliette) – pięcioaktowa opera Charles’a Gounoda do libretta Jules’a Barbiera i Michela Carrégo według tragedii Williama Szekspira. Prapremiera odbyła się 27 kwietnia 1867 w Paryżu. Polska premiera miała miejsce w warszawskim Teatrze Wielkim 2 czerwca 1888.

## Osoby
- Romeo – tenor
- Julia – sopran
- Merkucjo, przyjaciel Romea – baryton
- Stefan, paź Romea – sopran, rola spodenkowa
- Kapulet, ojciec Julii – bas
- Gertruda, niania Julii – mezzosopran
- Tybalt, kuzyn Julii – tenor
- Ojciec Laurenty, franciszkanin – bas
- Książę – bas
- Gregorio, sługa Kapuletów – baryton
- Benvolio, kuzyn Romea – tenor
- Hrabia Parys, narzeczony Julii – baryton
- Brat Jan, franciszkanin – bas.

## Treść
Miejsce i czas akcji: Werona w XIII wieku.

### Akt I
Dom Kapuletów. Na balu z okazji urodzin Julii, córki Kapuleta, zjawia się zamaskowany Romeo z rodu Montecchich, zwaśnionego z gospodarzami. Nic o sobie nie wiedząc, młodzi poznają się i zakochują w sobie od pierwszego wejrzenia. Zagrożony zdemaskowaniem, Romeo w pośpiechu opuszcza dom wrogów.

### Akt II
Pod balkonem Julii w domu Kapuletów oraz w kościele św. Zenona na przedmieściu. Nocą, pod balkonem Julii zjawia się Romeo. Młodzi wyznają sobie miłość i postanawiają w tajemnicy się pobrać. Zaprzyjaźniony z Romeo franciszkanin Laurenty zgadza się udzielić młodym sekretnego ślubu. Niebawem nadchodzi Julia w towarzystwie swojej niani – Gertrudy – która wraz z bratem Janem będzie ich świadkiem.

### Akt III
Na miejskim placu w Weronie. Krewni Kapuletów atakują Stefana, pazia Romea, który sprowokował ich frywolnymi kupletami. Romeo próbuje powstrzymać zwadę, ale gdy ginie jego przyjaciel Merkucjo, dobywa szpady i przebija jego zabójcę – Tybalta. W tym momencie nadchodzi Książę i skazuje Romea na wygnanie.

### Akt IV
W sypialni Julii. W kościele. Romeo i Julia święcą swoje gody, a jednocześnie muszą się rozstać. Po jego odejściu w jej sypialni zjawia się Kapulet i nakazuje jej niezwłoczne poślubienie hrabiego Parysa. Ojciec Laurenty dostarcza jej narkotyku, który sprowadzić ma na nią uśpienie, sprawiające wrażenie śmierci. Podczas uroczystości zaślubin z Parysem, Julia osuwa się u stóp ołtarza.

### Akt V
W podziemiach grobowca Kapuletów. Romeo, którego ojcowi Laurentemu nie udało się uprzedzić, wraca potajemnie do Werony i zjawia się u grobu Julii. Przekonany o jej śmierci, postanawia do niej dołączyć i zażywa truciznę. W tym momencie budzi się ona z letargu. Ich radość z powodu ponownego spotkania jest krótkotrwała. Romeo umiera w jej ramionach, a ona przebija się jego sztyletem.